# George Kukla
George Kukla (né Jiří Kukla ; 14 mars 1930 - 31 mai 2014) est un géologue et climatologue, chercheur principal à l'Observatoire terrestre Lamont-Doherty de l'université Columbia. George Kukla était membre de l'Académie tchécoslovaque des sciences avant d'émigrer aux États-Unis. En 1972, il devient un personnage central pour convaincre le gouvernement américain de prendre au sérieux les dangers du changement climatique.

## Contributions notables
George Kukla et le géologue Robley Matthews de l'université Brown ont convoqué une conférence historique intitulée : « L'Interglaciaire actuel : comment et quand va-t-il se terminer ? »
Il est co-auteur d'un chapitre du livre Natural Climate Variability on Decade-to-Century Time Scales publié par le National Research Council.
Il introduit l'idée que toutes les périodes glaciaires de l'histoire de la Terre ont commencé avec le réchauffement climatique (entendu comme une augmentation de la température moyenne mondiale pondérée en fonction de la superficie). Il pense que le récent réchauffement de la Terre conduira à terme à une nouvelle ère glaciaire.
Il est devenu récipiendaire de la médaille Milutin Milankovic avec John Imbrie en 2003.